# Klaus-Dieter Kurrat
Klaus-Dieter Kurrat (n. 16 ianuarie 1955, Nauen, Brandenburg, Germania) este un atlet ce a reprezentat Germania, medaliat olimpic. A participat la 2 ediții ale Jocurilor Olimpice (1976, 1980) în care a câștigat o medalie de argint în proba de 4x100 m.

## Palmares
| An   | Competiție                      | Locație                    | Loc | Eveniment | Note  |
| ---- | ------------------------------- | -------------------------- | --- | --------- | ----- |
| 1973 | Campionatul European de Juniori | Duisburg, Germania de Vest | 1   | 100 m     | 10,42 |
| 1973 | Campionatul European de Juniori | Duisburg, Germania de Vest | 1   | 200 m     | 21,01 |
| 1973 | Campionatul European de Juniori | Duisburg, Germania de Vest | 1   | 4x100 m   | 40,03 |
| 1976 | Jocurile Olimpice               | Montréal, Canada           | 7   | 100 m     | 10,31 |
| 1976 | Jocurile Olimpice               | Montréal, Canada           | 2   | 4x100 m   | 38,66 |
| 1977 | Campionatul European în sală    | San Sebastián, Spania      | 4   | 60 m      | 6,69  |
| 1979 | Campionatul European în sală    | Viena, Austria             | 5   | 60 m      | 6,67  |
| 1979 | Cupa Europei                    | Torino, Italia             | 2   | 4x100 m   | 38,70 |
| 1979 | Cupa Mondială                   | Montreal, Canada           | 4   | 4x100 m   | 38,86 |
| 1976 | Jocurile Olimpice               | Moscova, Uniunea Sovietică | 25  | 100 m     | 10,54 |